# Lichtenhaag

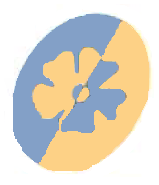
Das Wappen der ehemaligen Gemeinde Lichtenhaag

Lichtenhaag  ist ein Gemeindeteil und eine Gemarkung in der Gemeinde Gerzen im niederbayerischen Landkreis Landshut.

## Lage
Das Kirchdorf Lichtenhaag liegt etwa fünf Kilometer nordnordöstlich von Vilsbiburg und etwa vier Kilometer südwestlich von Gerzen unweit von der Staatsstraße 2054, die ca. 200 m nördlich der Kleinen Vils verläuft.

## Siedlungsgeschichte
In vorgeschichtlicher Zeit lag ein Besiedlungsschwerpunkt im unteren Vilsraum, der bis ins ca. 15 km weiter südlich gelegene Binatal reichte. Siedlungsfunde des Mittelneolithikums (ca. 4.900 bis 4.500 v. Chr.), der frühen Bronzezeit und der Bronze- (ca. 2.100 bis 1.300 v. Chr.) oder Urnenfeldzeit (ca. 1.300 bis 800 v. Chr.) ca. 850 m südöstlich der Kirche von Lichtenhaag dokumentieren dies. 
Lichtenhaag liegt an der Hochstraße von Diemannskirchen über Seyboldsdorf nach dem im 9. Jahrhundert schon genannten Gerzen. Die ersten Wege waren Höhenwege und erst später wurden mit dem Siedlungsausbau in den Flussauen auch diese Wege passierbar.
Um 1305 verlegten die Ritter von Leberskirchen ihren Sitz von ihrem Stammgut Leberskirchen nach Lichtenhaag auf die Höhe des Spornrückens kurz westlich des Zusammenflusses von Großer und Kleiner Vils. Sehr wahrscheinlich legten sie den neuen Sitz an der Stelle einer bereits vorgeschichtlichen Wallanlage an. Die Ortsbezeichnung „Haag“ deutet zumindest darauf hin. Der Grund für diese Verlegung ist vermutlich darin zu sehen, dass durch die herzogliche Landespolitik die Straße „ostana winweges“ (Weinweg) im Tal der kleinen Vils an Bedeutung gewann.
1447 verlegte der Ritter Lienhart Leberskirchner zu Liechtnhag seinen Adelssitz nach Lichtenhaag, er konnte bereits herrschaftlichen Besitz zu Lichtenhaag nachweisen und als Grundherr im Ort in Erscheinung treten. Umfangreiche Rodungsleistungen im Bereich des Dorfes Lichtenhaag waren vorausgegangen und wurden weitergeführt. Die Adeligen von Leberskirchen waren zu dieser Zeit in Gerzen und Lichtenhaag ansässig.
1506 werden der Sitz Lichtenhaag und die Hofmarken Leberskirchen (Gde. Schalkham) und Vilssattling (Gde Lichtenhaag) (= die Vilsweber) im Besitz der Leberskircher bestätigt. Mit dem Aussterben der Leberskircher im Jahre 1521 kamen die drei Hofmarksdörfer Lichtenhaag, Leberskirchen und Vilssattling mit dem Sitz in Lichtenhaag an den Pfleger zu Biburg.
1508 wird die Kirche St. Nikolaus zum ersten Mal erwähnt, 1559 wird im Zusammenhang mit der Kirche berichtet, dass sie mit Kirchenzier wohl versehen ist, aber sie ist baufällig und diese Baufälle können wegen Armut nicht repariert werden. 1590 wird der bauliche Zustand als gut beschrieben, außer den Fenstern, die als „parum defectuosa“ bezeichnet werden. 
1746 wird die Kirche St. Florian (Wieskapelle) erstmals in den Akten Nr. 12 und 13 der Pfarrei Gerzen erwähnt. Dort heißt es, dass die kleine Kapelle vor mehr als 100 Jahren, „wie es der Wappenstein zeigt“, von der Hofmarksherrschaft erbaut worden sein muss, und dass der Gemeinde mit Zustimmung des Ortspfarrers vom 20. Mai 1746 dorthin ein geschnitztes Bild gebracht wurde, welches den gegeißelten Heiland darstellt. Das Bild fand alsbald besondere Verehrung und täglich wurde in der Kapelle der Rosenkranz gebetet.
1762 erwarb Graf v. Seyboldsdorf Ober- und Niederaichbach, Mauern, Lichtenhaag und Leberskirchen.
1831 wohnten in den 42 Häusern, einem Schloss, einer Ziegelhütte und einer Mühle des Ortes bereits 164 Personen. Das Patrimonialgericht wurde im Jahre 1849 aufgehoben.
Im Jahre 1842 hatten die 27 Anwesen ohne Kirche (Hs.-Nr. 22), folgende besitzrechtliche Qualitäten: dreiundzwanzig Anwesen bis 5 Tagwerk, sechzehn Anwesen bis 20 Tagwerk, 2 Anwesen bis 35 Tagwerk und drei Anwesen über 70 Tagwerk.
1867 wohnten in den 79 Wohngebäuden, des Ortes mit 2 Kirchen, Schule, Schloss und Brücke über die kleine Vils 205 Personen. Laut den Pfarrakten Nr. 37 von 1882/1883 wurde die Kirche St. Nikolaus 1883 erhöht bzw. der schadhafte Dachstuhl repariert und 1884 neu ausgemalt.
1904 lebten in den 51 Wohnhäusern bereits 206 Menschen. Im Jahre 1956 fasst die Gemeinde Lichtenhaag den Beschluss zum Bau der Vilsbrücke für 66.269,20 DM.
In den Jahren 1959/1960 wurde die heutige Kirche St. Nikolaus anstelle des in der 2. Hälfte des 13. Jahrhunderts erbauten Vorgängerbaus errichtet. Der im 15. Jahrhundert errichtete Turm des Vorgängerbaus blieb erhalten. 
Im Rahmen der bayerischen Gebietsreform wurde am 1. Mai 1978 die bis dahin selbständige Gemeinde Lichtenhaag mit 372 Einwohnern nach Gerzen eingemeindet, zu dem es bis heute gehört.
2002 wohnen in den 181 Wohngebäuden des Ortes 492 Personen.

## Sehenswürdigkeiten und Baudenkmäler

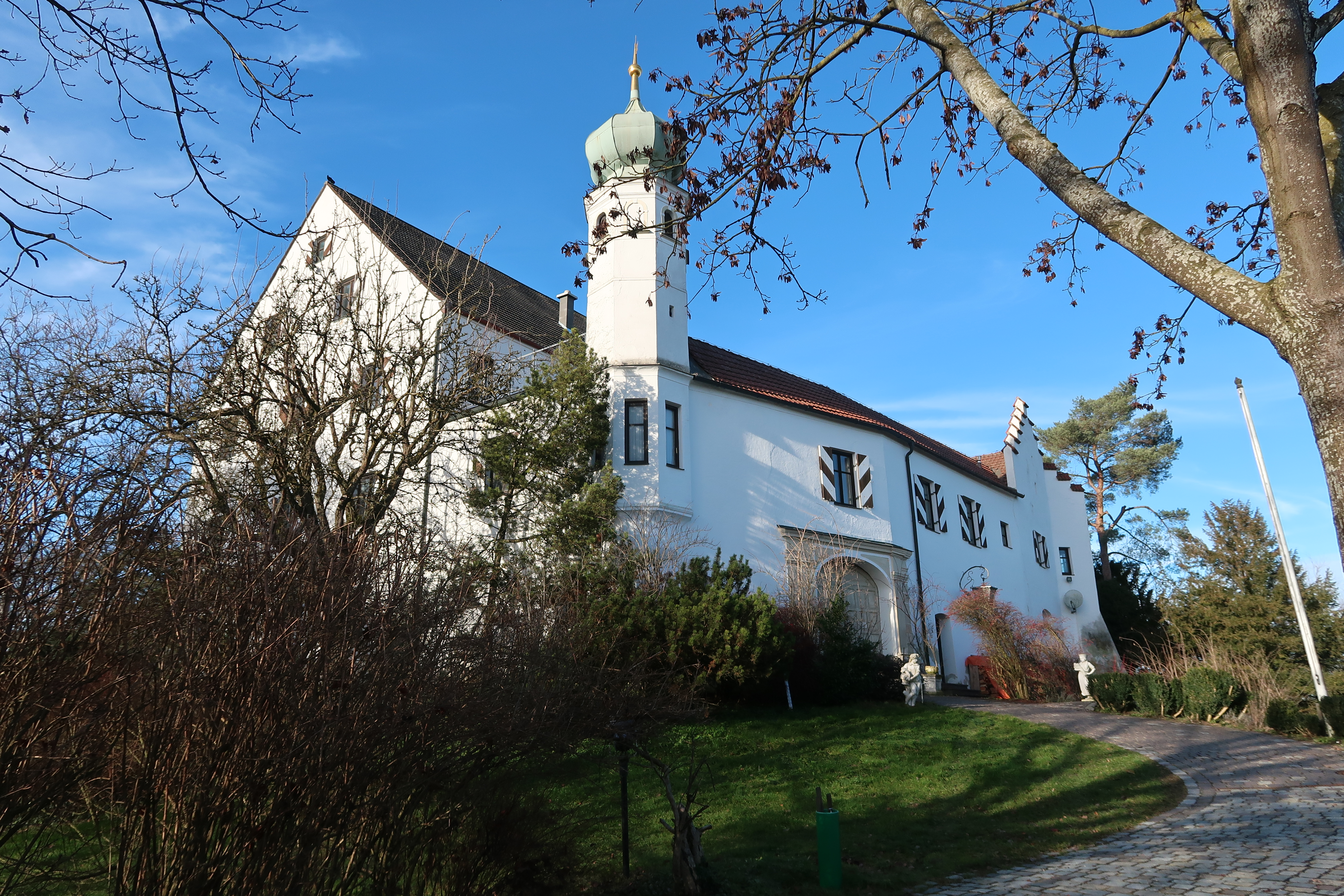
Schloss Lichtenhaag (Dezember 2022)

Baudenkmalgeschützte Sehenswürdigkeiten:
- Haus Nr. 16: Ehem. Mühle, zweigeschossiger Obergeschoss-Blockbau mit eingeschossigem Anbau, 18./19. Jahrhundert
- Kapellenweg 6: Mesnerhaus, Wohnstallhaus in Blockbau, Ende 18. Jahrhundert/Anfang 19. Jahrhundert; bildet zusammen mit der Wieskapelle eine Baugruppe.
- Katholische Kirche Sankt Florian: sog. Wieskapelle, Barockbau von 1686; mit Ausstattung.
- Kirche: Turm der ehemaligen Kirche St. Nikolaus, 15. Jahrhundert
- Seyboldsdorfer Straße 8: Schloss Lichtenhaag, Vierflügelanlage um kleinen Innenhof, westlich stattlicher Wohnbau, die übrigen Flügel niedriger, der nördliche mit Treppengiebel, spätmittelalterliche Anlage, Ausbau im 17./18. Jahrhundert, Einfahrtsportal und Kuppelturm barock; mit Ausstattung.

Sonstige Sehenswürdigkeiten:
- Katholische Kirche Sankt Nikolaus von Flüe: Bau aus dem 20. Jahrhundert, mit zweitem Turm aus dem 15. Jahrhundert, somit einzige Kirche der Pfarrei Gerzen mit 2 Türmen.

- Liste der Baudenkmäler in Gerzen